# Uno sceriffo contro tutti
Uno sceriffo contro tutti (Walking Tall) è una serie televisiva statunitense in 7 episodi trasmessi per la prima volta nel corso di una sola stagione nel 1981.
È una serie drammatica del genere poliziesco incentrata sulle vicende di uno sceriffo dai metodi violenti del Tennessee. La serie è basata sulla storia vera dello sceriffo Buford Pusser, attivo negli anni 60 nella Contea di McNairy (nella serie il nome della contea diventa "McNeal"). L'attore protagonista della serie, Bo Svenson, aveva già interpretato lo sceriffo Pusser nei film I giorni roventi del poliziotto Buford (1975) e Final Chapter – Walking Tall (1977). Del 1973 è invece il film Un duro per la legge, in cui Pusser è interpretato da Joe Don Baker.

## Personaggi e interpreti
- Sceriffo Buford Pusser (7 episodi, 1981), interpretato da Bo Svenson.
- Carl Pusser (7 episodi, 1981), interpretato da Walter Barnes.
- Aaron Fairfax (7 episodi, 1981), interpretato da Harold Sylvester.
- Joan Litton (7 episodi, 1981), interpretato da Courtney Pledger.
- Grady Spooner (7 episodi, 1981), interpretato da Jeff Lester.
- Dwana Pusser (7 episodi, 1981), interpretato da Heather McAdam.
- Michael Pusser (7 episodi, 1981), interpretato da Rad Daly.
- Giudice Hines (2 episodi, 1981), interpretato da Ivan Bonar.
- Procuratore distrettuale Owens (2 episodi, 1981), interpretato da John Christy Ewing.
- Doc Spencer (2 episodi, 1981), interpretato da Macon McCalman.
- Wiley (2 episodi, 1981), interpretato da Marland Proctor.

## Produzione
La serie fu prodotta da Columbia Pictures Television e David Gerber Productions e girata a Newhall in California. Le musiche furono composte da Edd Kalehoff. Tra i registi della serie è accreditato Alf Kjellin, tra gli sceneggiatori Lee Sheldon. Tra le guest star: Robert Englund, William Windom, Chuck Connors, Merlin Olsen, Ralph Bellamy, Gail Strickland, James MacArthur e Art Hindle. Il tema musicale Walking Tall è cantato da Brad Mercer.

## Distribuzione
La serie fu trasmessa negli Stati Uniti dal 17 gennaio 1981 al 31 marzo 1981 sulla rete televisiva NBC. In Italia è stata trasmessa con il titolo Uno sceriffo contro tutti.

## Episodi
| Stagione       | Episodi | Prima TV USA |
| -------------- | ------- | ------------ |
| Prima stagione | 7       | 1981         |